# Atlanta
Atlanta je hlavní a největší město amerického státu Georgie. Je sídlem Fulton County, ale část města zasahuje i do DeKalb County. Podle sčítání z roku 2020 žije ve městě samotném 499 tisíc obyvatel, takže je na 38. místě v USA, avšak metropolitní oblast s více než 6,3 miliony obyvatel je 6. největší v USA (2023) a zároveň nejrychleji rostoucí. Atlanta je hospodářským centrem amerického jihovýchodu, město začalo vzkvétat po americké občanské válce. Za novými pracovními příležitostmi, zpočátku v textilním průmyslu, sem přišla spousta afroamerických přistěhovalců. Ti dnes tvoří největší etnickou skupinu ve městě (47,2 %). Vzhledem k výrazné přítomnosti černochů a jejich vlivu na kulturu se Atlantě někdy přezdívá „černošská Mekka" (Black Mecca). V Atlantě je ústředí mnoha významných společností jako Coca-Cola nebo CNN a mezinárodní letiště Hartsfield-Jackson je největší letiště na světě.

## Demografie

### Sčítání 2020
Podle sčítání zde v roce 2020 žilo 498 715 obyvatel.

#### Rasové složení
- 39,7 % bílí Američané
- 47,2 % Afroameričané
- 0,3 % američtí indiáni
- 4,5 % asijští Američané
- 2,5 % jiná rasa
- 5,8 % dvě nebo více ras

Obyvatelé hispánského nebo latinskoamerického původu, bez ohledu na rasu, tvořili 6 % populace.

### Sčítání 2010
Podle sčítání lidu z roku 2010 zde žilo 420 003 obyvatel.

#### Rasové složení
- 38,4 % bílí Američané
- 54,0 % Afroameričané
- 0,2 % američtí indiáni
- 3,1 % asijští Američané
- 0,0 % pacifičtí ostrované
- 2,2 % jiná rasa
- 2,0 % dvě nebo více ras

Obyvatelé hispánského nebo latinskoamerického původu, bez ohledu na rasu, tvořili 5,2 % populace.

## Metropolitní oblast
Atlanta je centrem metropolitní oblasti, která měla v roce 2012 podle různých definic 4,5–6,2 milionu obyvatel. Podle sčítání z roku 2010 měla Atlanta MSA (Metropolitan Statistical Area) celkem 5 268 860 obyvatel, z toho 55,4 % bělochů, 32,4 % černochů, 4,8 % Asiaté a 7,4 % ostatní rasy.
V roce 2020 narostl počet obyvatel už na 6 089 815 (Metropolitan Statistical Area), přičemž všechny rasy zaznamenaly nárůst.
Metropolitní oblast Atlanty je vzhledem k množství černochů výrazně prostorově segregována a suburbanizována. Běloši žijí převážně na severních předměstích, černoši zase na jižních. Veřejná doprava zde téměř neexistuje, veškerá doprava probíhá osobními automobily.

## Kultura
Atlanta se stala známou zejména hip-hopem, R&B a crunkem (proslaveným zejména rapperem Lil Jonem). Město je „sídlem“ jedné odnože amerického hip-hopu – Dirty South. Mezi nejznámější atlantské hip-hop a R&B hudebníky patří Lil Jon, Usher, Ludacris, T.I., Gucci Mane, 2 Chainz, Lil Baby, Gunna a OutKast.

## Sport
Sport je důležitou součástí kultury Atlanty. Působí zde mnoho sportovních klubů. Nejvýznamnější jsou:
- Basketbal (NBA) – Atlanta Hawks
- Baseball (MLB) – Atlanta Braves
- Americký fotbal (NFL) – Atlanta Falcons
- Fotbal (MLS) – Atlanta United

Kromě toho město pravidelně hostí mezinárodní, profesionální čí univerzitní sportovní akce.

### Olympijské hry
Jedná se také o olympijské město. V roce 1996 se zde konaly letní olympijské hry.

## Zajímavosti
- Město a jeho název vznikly jako koncová „atlantská“ stanice železniční tratě Western and Atlantic Railroad.
- V Atlantě je ústřední sídlo společnosti The Coca-Cola Company, výrobce nealkoholických nápojů a také muzeum této společnosti.
- Je zde jedna ze dvou laboratoří, kde jsou uloženy pravé neštovice (v Centers for Disease Control and Prevention). Druhá se nachází v Ruském Novosibirsku.

## Osobnosti města
- Margaret Mitchellová (1900–1949), spisovatelka
- DeForest Kelley (1920–1999), herec
- Flannery O'Connorová (1925–1964), spisovatelka
- Martin Luther King (1929–1968), baptistický kazatel, bojovník za lidská práva
- Mildred McDanielová (1933–2004), skokanka do výšky
- Larry McDonald (1935–1983), politik
- Jerry Reed (1937–2008), country zpěvák, kytarista, skladatel a herec
- Roy D. Bridges (* 1943), astronaut
- Cynthia McKinney (* 1955), politička
- Spike Lee (* 1957), filmový režisér, scenárista, producent a herec
- Will Wright (* 1960), herní vývojář a spoluzakladatel vývojářského studia Maxis
- Steven Soderbergh (* 1963), filmový režisér, producent a scenárista
- Julia Robertsová (* 1967), herečka
- Lil Jon (* 1971), rapper a hudební producent
- Stephen Dorff (* 1973), filmový a televizní herec
- Adam Nelson (* 1975), atlet, olympijský medailista a mistr světa ve vrhu koulí
- CeeLo Green (* 1975), rapper, skladatel a hudební producent
- Milton Campbell (* 1976), atlet – běžec
- Kip Pardue (* 1976), herec
- Brittany Murphyová (1977–2009), herečka
- Kanye West (* 1977), rapper, zpěvák a hudební producent
- Young Jeezy (* 1977), rapper
- Terrence Trammell (* 1978), atlet – překážkář
- Kelly Rowlandová (* 1981), zpěvačka, skladatelka a herečka (Destiny's Child)
- Dwight Howard (* 1985), basketbalista
- Edina Gallovitsová-Hallová (* 1984), rumunská tenistka
- Odette Annable (* 1985), herečka a modelka
- Raven-Symoné (* 1985), herečka, zpěvačka a rapperka
- AnnaLynne McCord (* 1987), herečka a modelka
- Nina Dobrevová (* 1989), bulharsko-kanadská herečka
- Young Thug (* 1991), rapper a hudební producent
- Lil Baby (* 1994), rapper
- Justin Bieber (* 1994), kanadský R&B zpěvák a rapper
- Chloë Moretzová (* 1997), herečka
- China Anne McClain (* 1998), herečka a zpěvačka, členka popové hudební skupiny McClain Sisters
- Chandler Riggs (* 1999), herec

## Partnerská města[14]
- Brusel, Belgie (1983)
- Bukurešť, Rumunsko (1994)
- Cotonou, Benin (1995)
- Tegu, Jižní Korea (1981)
- Fukuoka, Japonsko (2005)
- Lagos, Nigérie (1974)
- Montego Bay, Jamajka (1972)
- Newcastle upon Tyne, Spojené království (1977)
- Norimberk, Německo (1998)
- Olympie, Řecko (1994)
- Port of Spain, Trinidad a Tobago (1987)
- Ra'anana, Izrael (2000)
- Rio de Janeiro, Brazílie (1972)
- Salcedo, Dominikánská republika (1996)
- Salcburk, Rakousko (1967)
- Tchaj-pej, Tchaj-wan (1979)
- Tbilisi, Gruzie (1988)
- Toulouse, Francie (1974)

## Fotogalerie

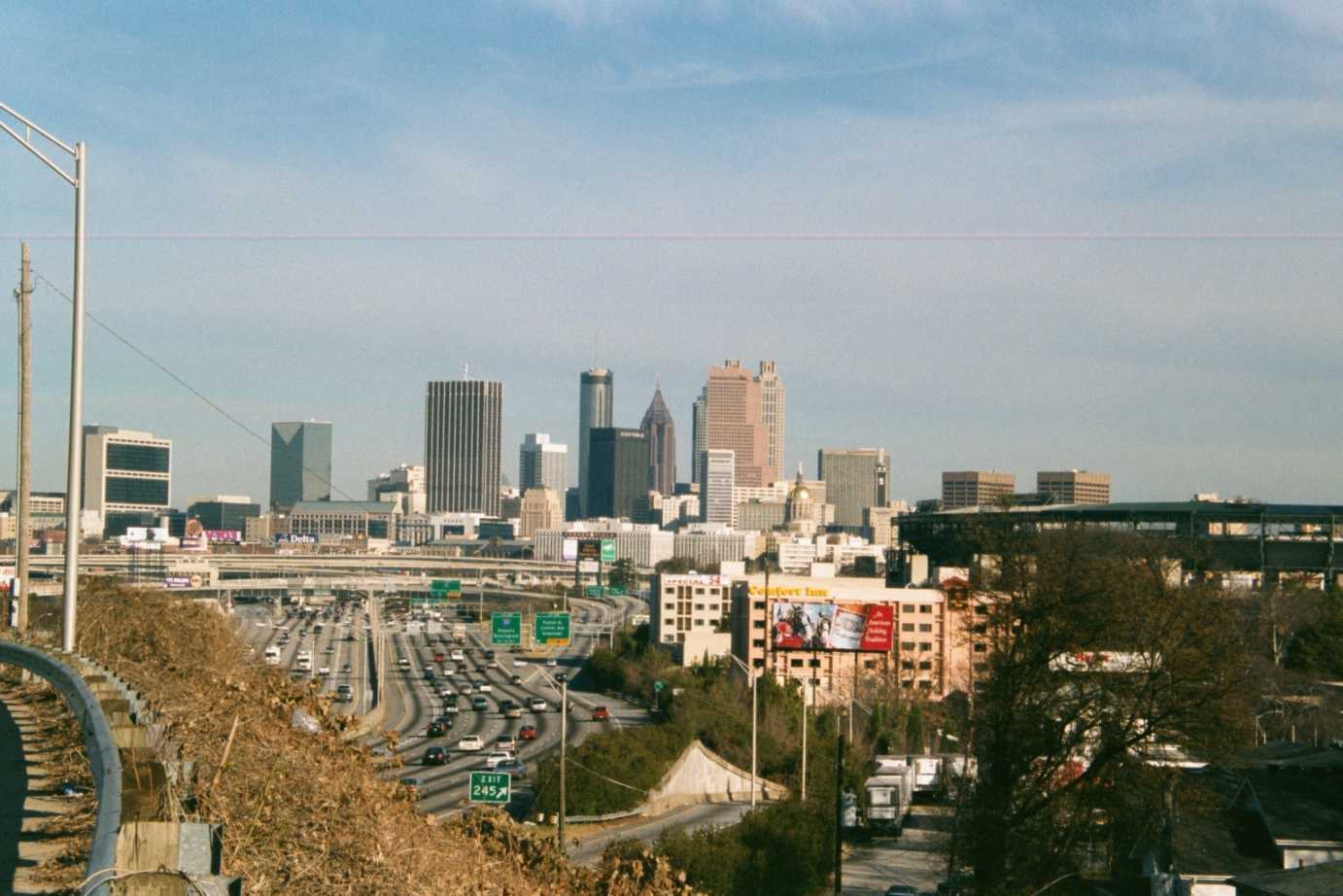
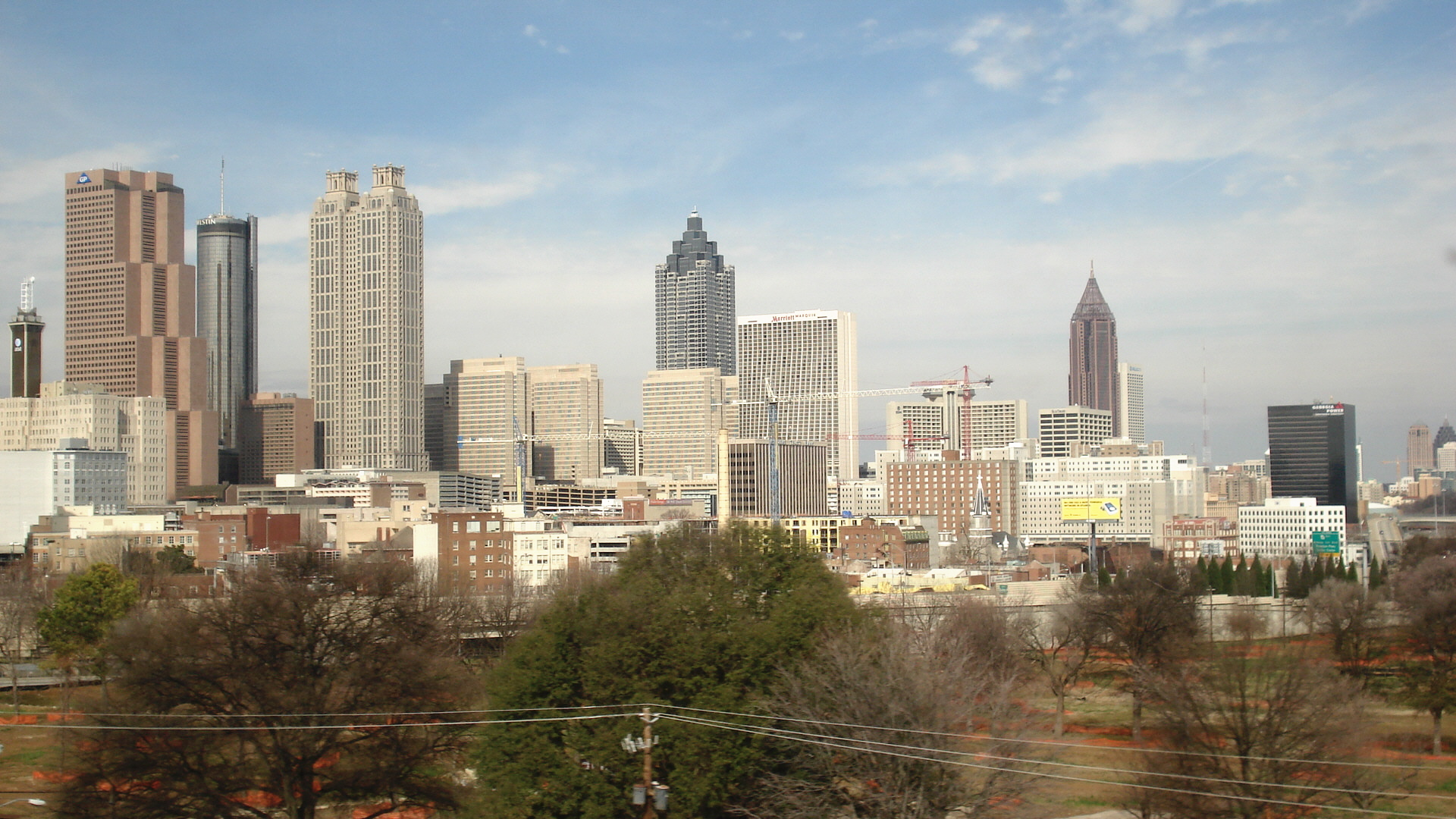
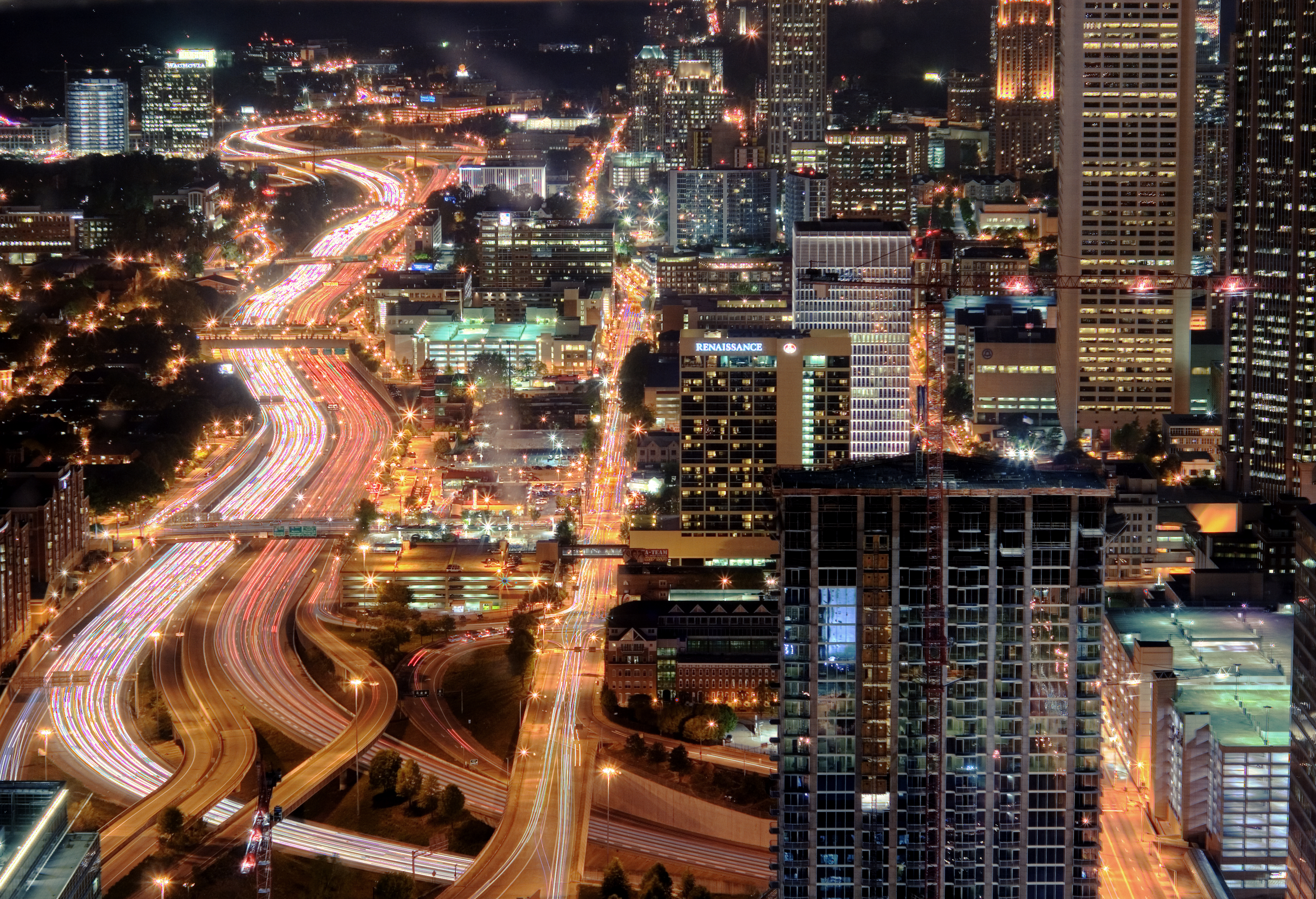
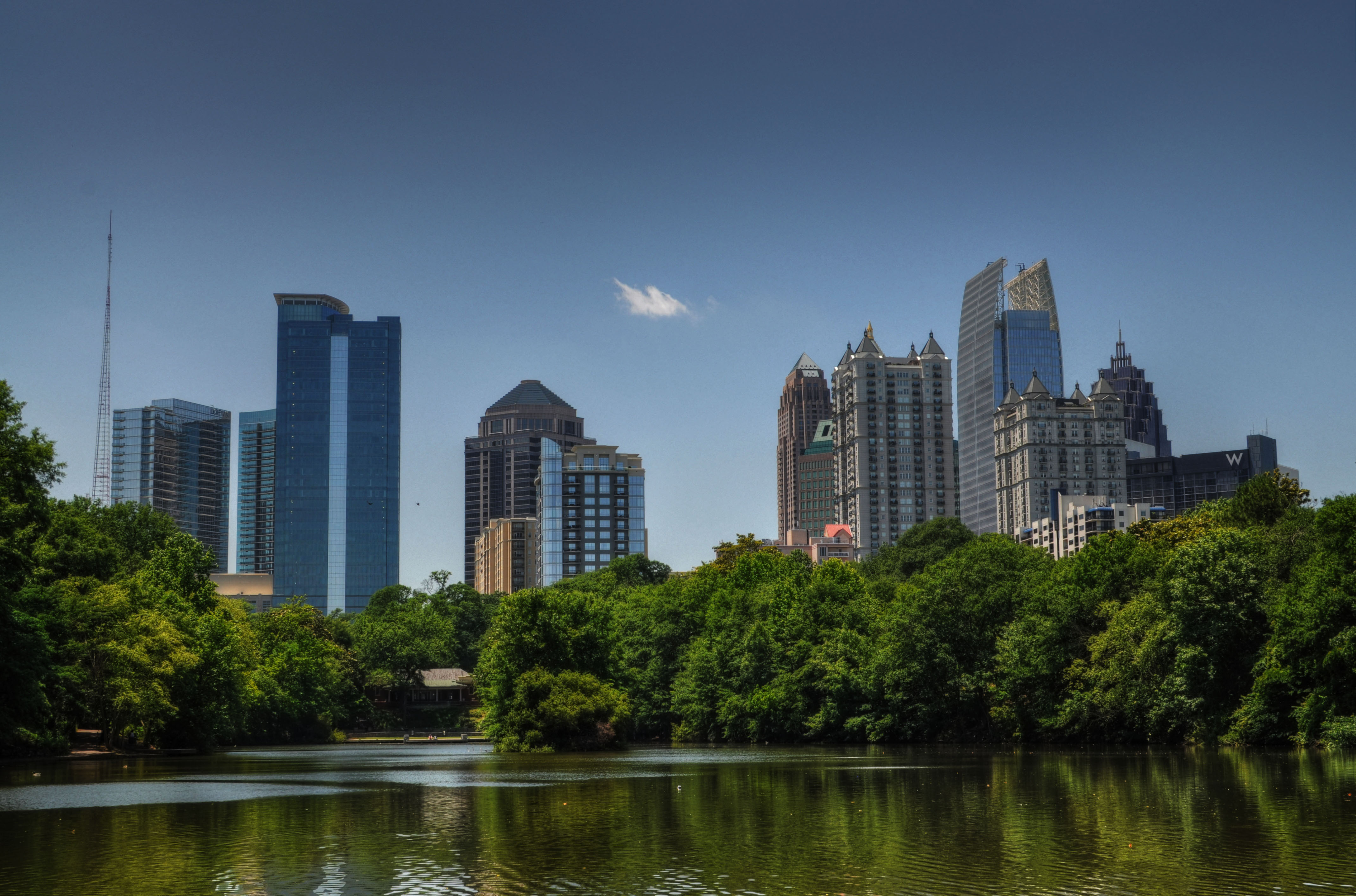
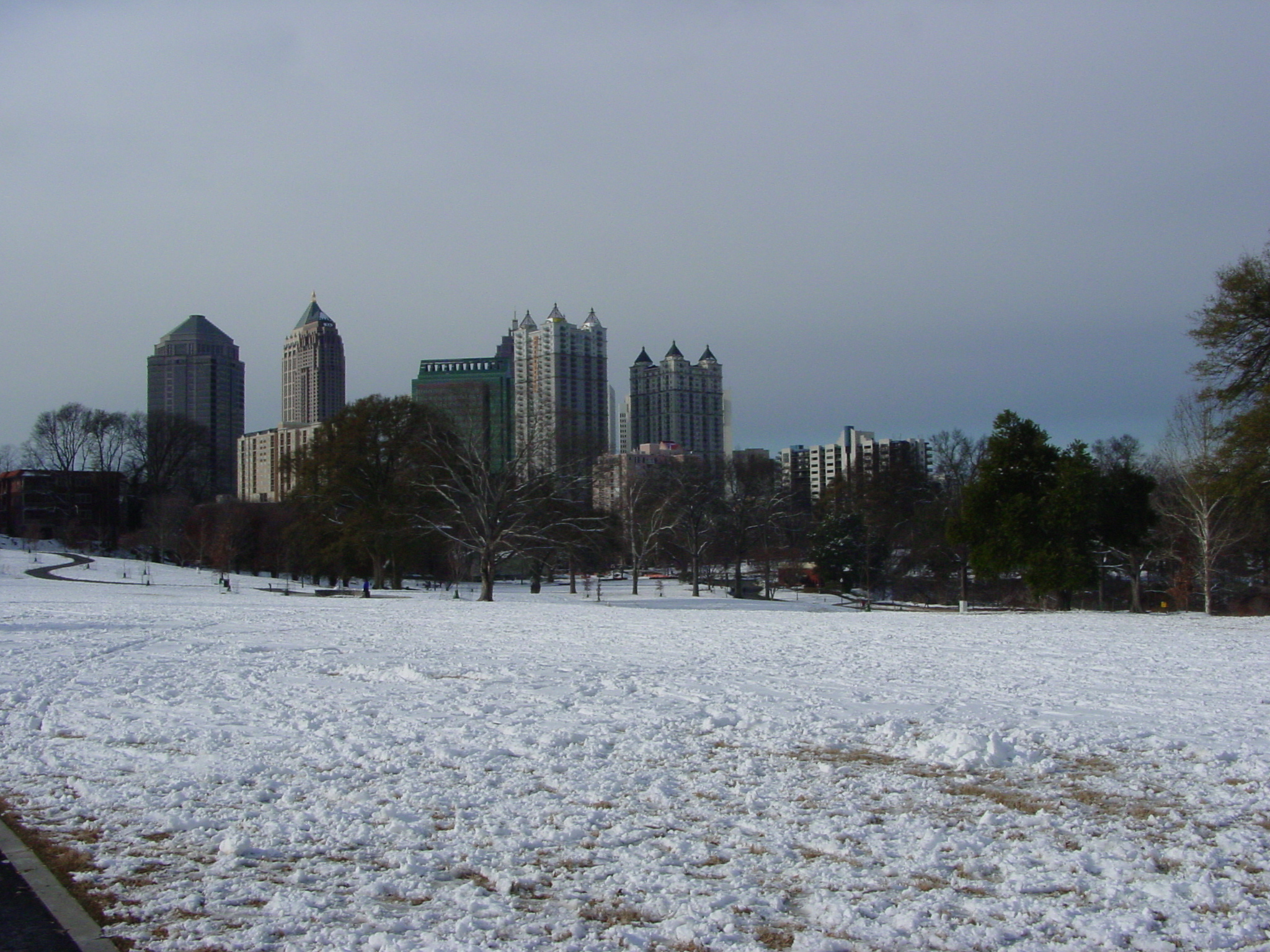
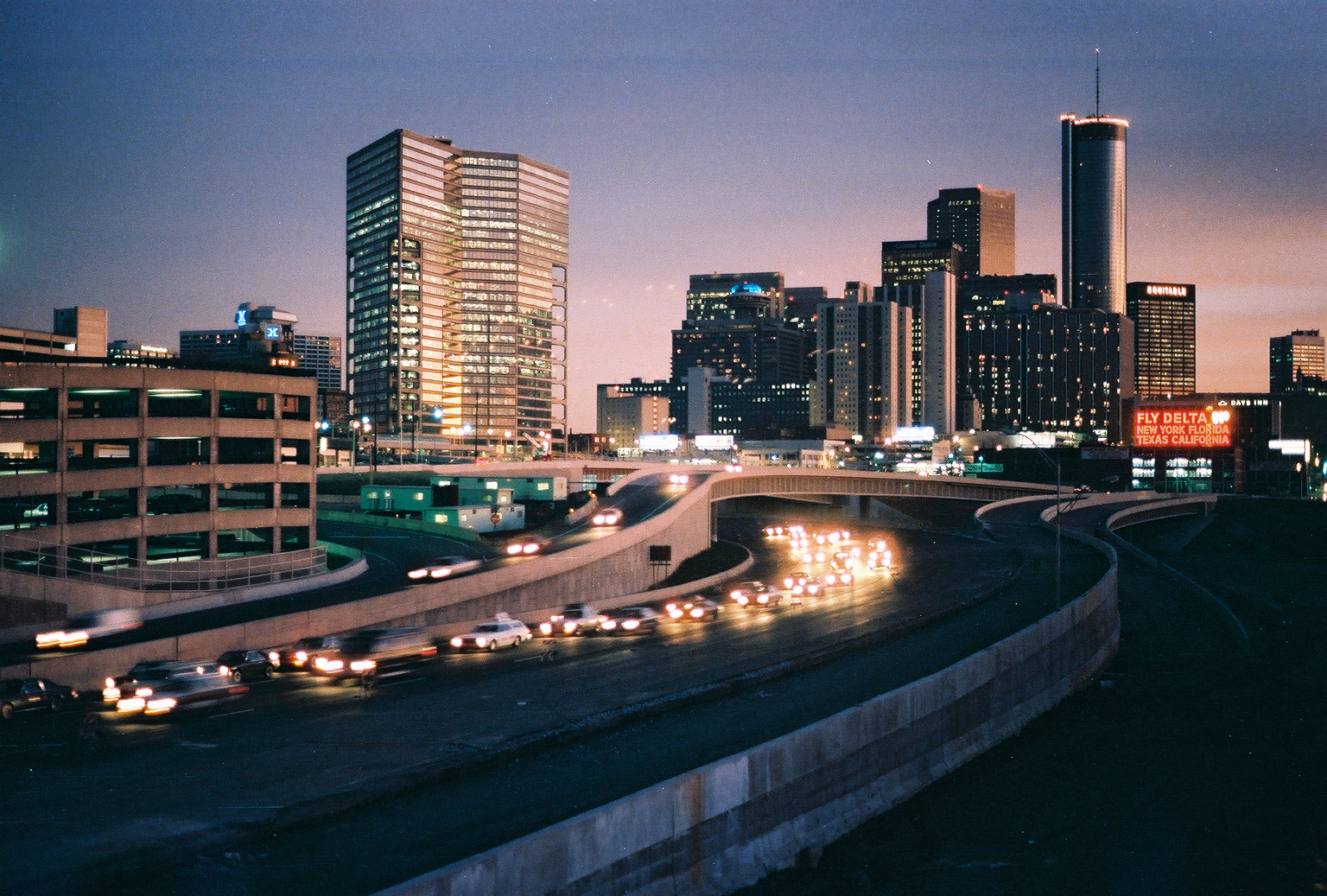